# Lelistryj
Lelistryj – staropolskie imię męskie, złożone z członów Leli- – "kołysać się, być opieszałym"; też lele – "niewieściuch, słabeusz", ale w staroruskim "chwalić" oraz -stryj – "stryj".